# Депутаты Национального собрания от департамента Вандея
|  | Номер округа | Депутат         | Партия                   |
|  | ------------ | --------------- | ------------------------ |
|  | 1            | Филипп Латомб   | Демократическое движение |
|  | 2            | Беатрис Беллами | Горизонты                |
|  | 3            | Стефан Бюшу     | Вперёд, Республика!      |
|  | 4            | Вероник Бес     | Разные правые            |
|  | 5            | Пьер Анрие      | Горизонты                |

|  | Номер округа | Депутат         | Партия                   |
|  | ------------ | --------------- | ------------------------ |
|  | 1            | Филипп Латомб   | Демократическое движение |
|  | 2            | Беатрис Беллами | Горизонты                |
|  | 3            | Стефан Бюшу     | Вперёд, Республика!      |
|  | 4            | Вероник Бес     | Разные правые            |
|  | 5            | Пьер Анрие      | Вперёд, Республика!      |

|  | Номер округа | Депутат                          | Партия                   |
|  | ------------ | -------------------------------- | ------------------------ |
|  | 1            | Филипп Латомб                    | Демократическое движение |
|  | 2            | Патрисия Галлерно / Патрик Луазо | Демократическое движение |
|  | 3            | Стефан Бюшу                      | Вперёд, Республика!      |
|  | 4            | Мартин Легий-Баллуа              | Вперёд, Республика!      |
|  | 5            | Пьер Анрие                       | Вперёд, Республика!      |

|  | Номер округа | Депутат       | Партия                    |
|  | ------------ | ------------- | ------------------------- |
|  | 1            | Ален Лебёф    | Союз за народное движение |
|  | 2            | Сильвен Бюлто | Социалистическая партия   |
|  | 3            | Янник Моро    | Союз за народное движение |
|  | 4            | Вероник Бес   | Движение за Францию       |
|  | 5            | Юг Фураж      | Социалистическая партия   |

|  | Номер округа | Депутат        | Партия                    |
|  | ------------ | -------------- | ------------------------- |
|  | 1            | Жан-Люк Преэль | Новый центр               |
|  | 2            | Доминик Кайо   | Союз за народное движение |
|  | 3            | Луи Гедон      | Союз за народное движение |
|  | 4            | Вероник Бес    | Движение за Францию       |
|  | 4            | Доминик Суше   | Движение за Францию       |